# Otto Ehrich

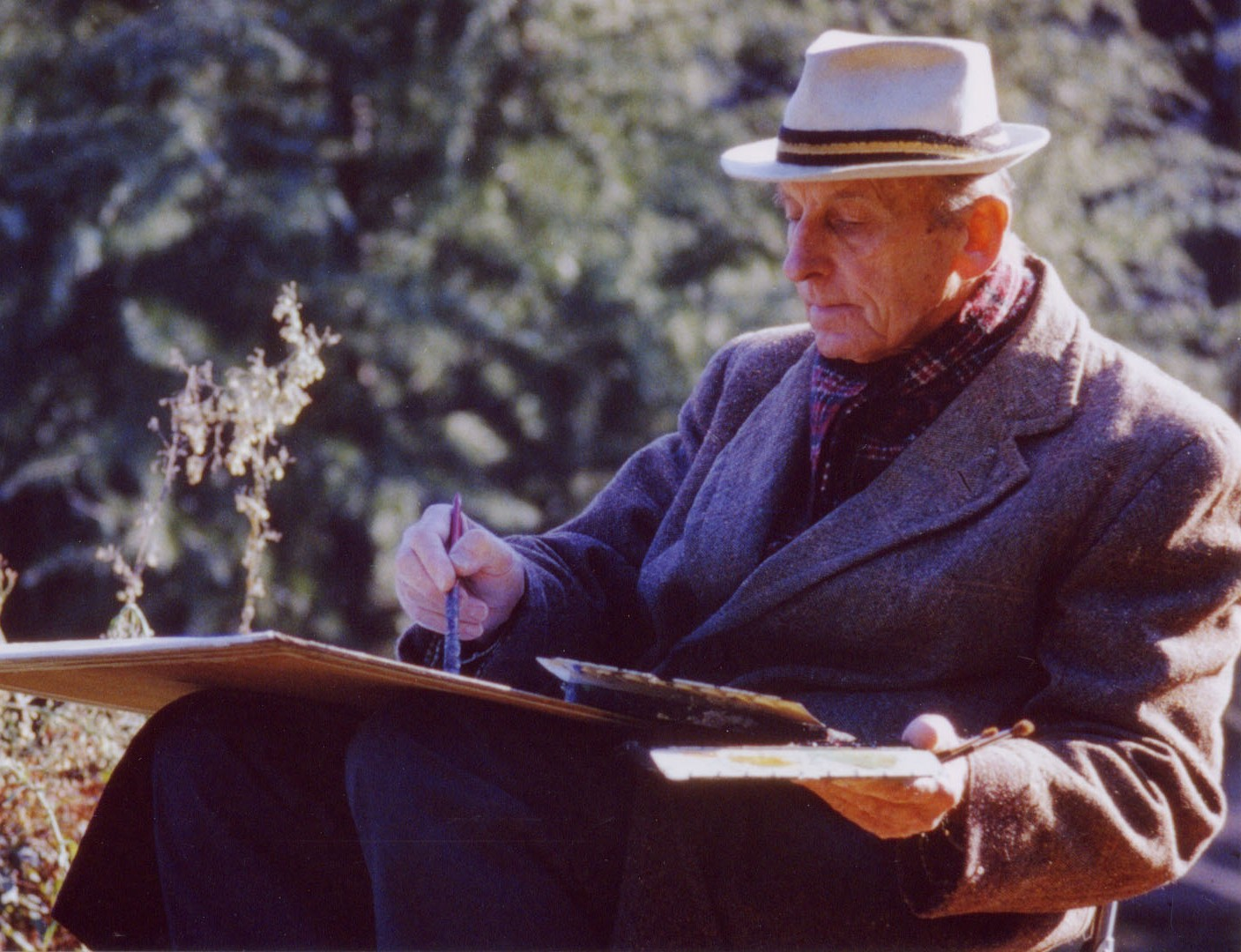
Otto Ehrich ca. 1980

Otto Johannes Julius Max Ehrich (* 6. Juni 1897 in Birnbaum; † 26. November 1988 in Lindenberg) war ein deutscher Flieger, Unternehmer, Kunstmaler und Aquarellist. Er war ein Schüler des Brücke-Malers Karl Schmidt-Rottluff. Sein Sohn ist der schwedische Produktdesigner Hans Ehrich.

## Leben
Von 1914 bis 1918 leistete Otto Ehrich Kriegsdienst als Kampfflieger und Fluglehrer, unter anderem als Lehrer an der bulgarischen Fliegerschule (zwischen November 1916 und Januar 1918).
Seinen Wunsch Kunst zu studieren konnte er aus finanziellen Gründen nicht verwirklichen. Im Jahr 1919 begann er deshalb eine kaufmännische Ausbildung. Zahlreiche weltweite Auslandsreisen ließen ihn viele Eindrücke sammeln, Ehrich sprach neun  Sprachen fließend.
Im Jahr 1936 emigrierte er nach Finnland. Dort arbeitete er als Unternehmer, später als Industrieller und Schiffsreeder.
Er war mit Willi Daugs befreundet und beteiligte sich mit ihm an der Reederei Ergo und an dem Waffenhersteller Tikkakoski. 1938 heiratete er die Schwedin Liten-Karin Sundberg. 1942 wurde sein Sohn Hans Ehrich geboren. Nach einer Gefahr der Besetzung Finnlands durch die Rote Armee flüchtete er 1944 mit seiner Familie nach Schweden. 1945 wurde die Tochter Franziska geboren. Die finnischen Betriebe und seine Villa wurden für die UdSSR beschlagnahmt.
In den Jahren 1948 bis 1952 wohnte er in Ascona, wo er von Schmidt-Rottluff Malunterricht erhielt. Von 1953 bis 1956 lebte er in München und Barcelona und ab 1957 in Rom. Während dieser Zeit pflegte er Freundschaft mit Karl Rössing und Max Peiffer Watenphul, mit dem er auch Malreisen nach Terracina und Ischia unternahm.

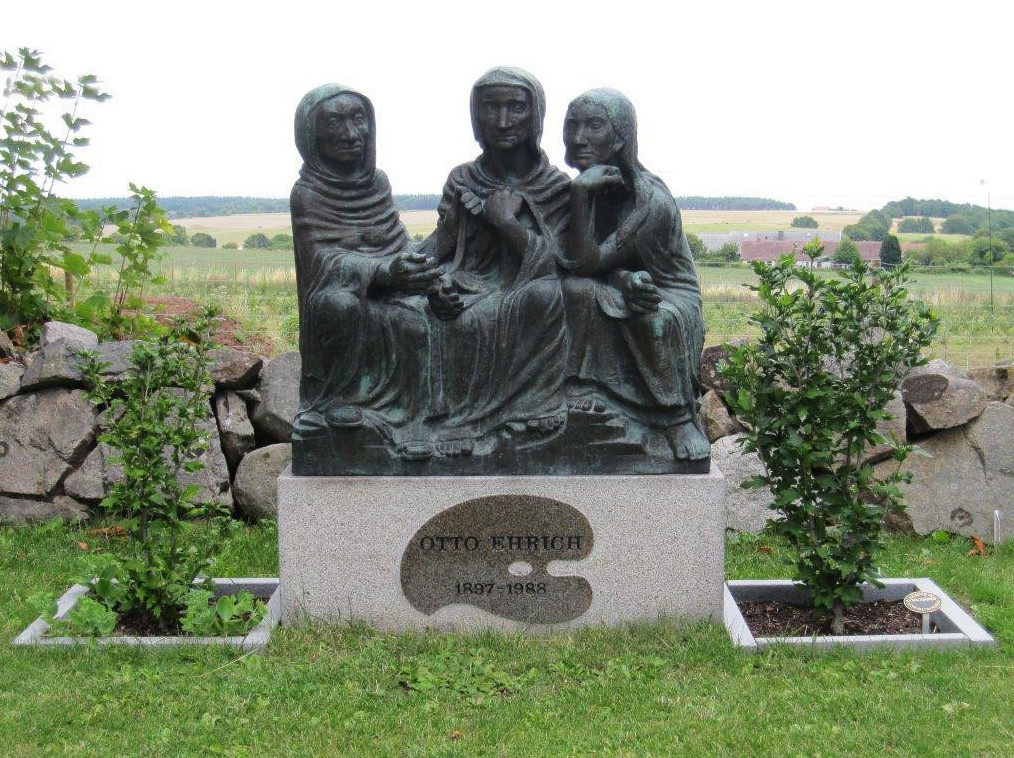
Ehrichs Grabstein mit den drei Nornen, gestaltet von Waldemar Raemisch

1971 zog er von Rom in die Toskana. Ab 1981 wohnte Ehrich in Weiler im Allgäu. Die Sommer verbrachte er auf Österlen in Südschweden, wo er auch begraben ist.

## Werk

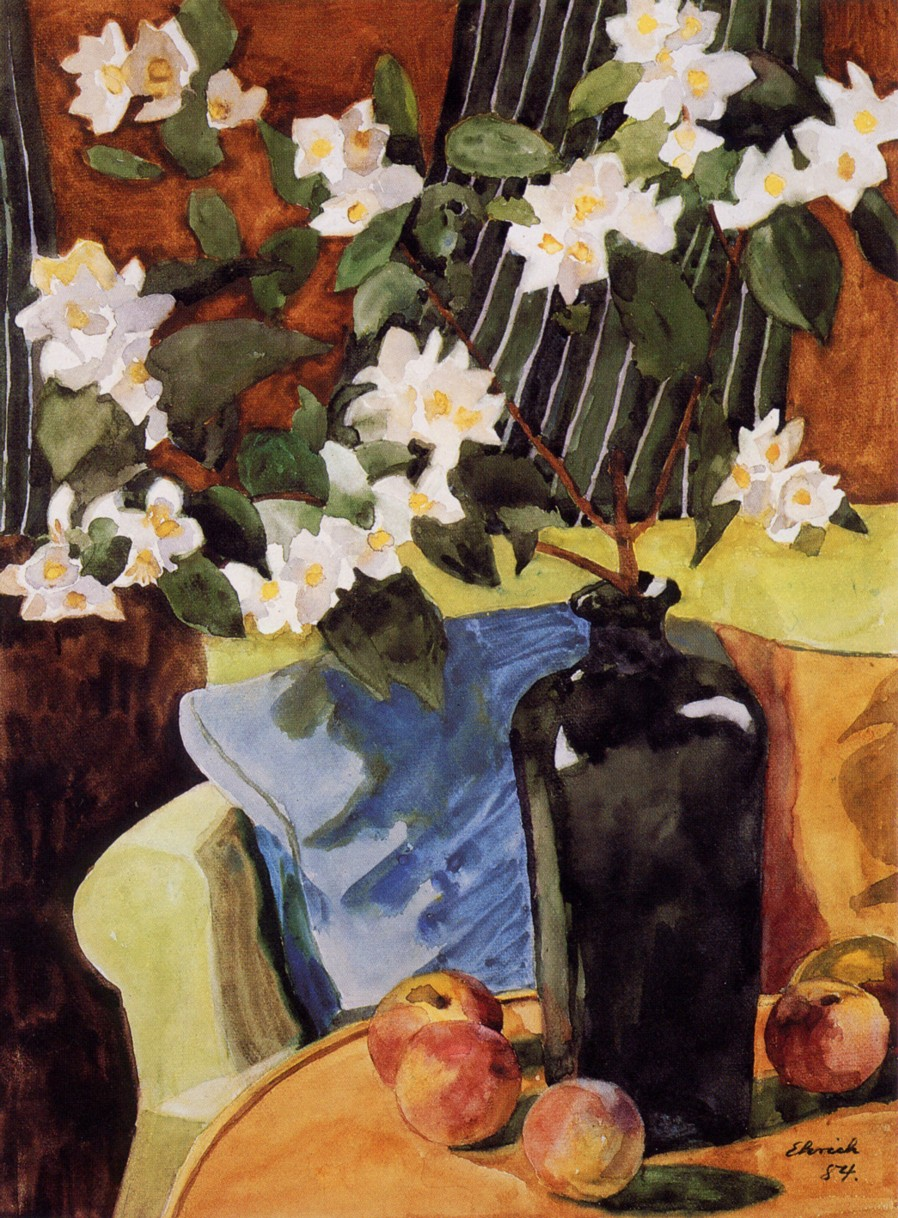
Stillleben, Aquarell 1984

Ehrich malte Landschaften und Stillleben in Aquarell, zum Teil von Schmidt-Rottluf beeinflusst. Kunsthistorisch ist er dem expressiven Realismus und der Kunst der Verschollenen Generation zuzurechnen. Viele seiner Werke befinden sich heute in privaten und öffentlichen Sammlungen, unter anderem in der Bayerischen Staatsgalerie, der Universität Kiel und der Exil-Sammlung Memoria. Zahlreiche Ausstellungen fanden im In- und Ausland statt.